# Apletodon barbatus
Apletodon barbatus är en fiskart som beskrevs av Fricke, Wirtz och Alberto Brito 2010. Apletodon barbatus ingår i släktet Apletodon och familjen dubbelsugarfiskar. Inga underarter finns listade i Catalogue of Life.